# DeWitt Bristol Brace
DeWitt Bristol Brace (5 de enero de 1859 - 2 de octubre de 1905) fue un físico estadounidense conocido por sus experimentos ópticos, especialmente en lo que respecta al movimiento relativo de la Tierra y el éter.

## Semblanza
Brace nació en Wilson, se educó en Lockport y se graduó en 1881 en la Universidad de Boston. Posteriormente pasó dos años en la Universidad Johns Hopkins con Henry Augustus Rowland, y dos años bajo la supervisión de Hermann von Helmholtz y Gustav Kirchhoff en la Universidad de Berlín, donde se graduó en 1885. De 1887 a 1888 fue profesor asistente en la Universidad de Míchigan, y de 1888 a 1905 profesor de física en la Universidad de Nebraska-Lincoln. Allí fundó el Laboratorio de Física, pero enfermó en 1905 y murió en el momento de la inauguración del nuevo laboratorio, que aún lleva su nombre.
Se ocupó principalmente de las investigaciones sobre óptica, incluyendo la invención de nuevos tipos de filtros polarizadores. Llevó a cabo una serie de experimentos destinados a determinar el estado de movimiento de la Tierra en el éter («deriva del éter»), pero todos los resultados fueron negativos. Particularmente importante fue la versión mejorada de un experimento ideado por Lord Rayleigh, en el que demostró con gran precisión que la contracción de Lorentz no produce birrefringencia. También intentó medir el velocidad de la luz con gran precisión, pero murió sin poder concluir su trabajo.
Fue miembro y vicepresidente de la Asociación Estadounidense para el Avance de la Ciencia y miembro del Consejo de la Sociedad Estadounidense de Física.

## Publicaciones
- Wikisource en inglés contiene obras originales de DeWitt Bristol Brace.

- On Double Refraction in Matter moving through the Aether|On Double Refraction in Matter moving through the Aether (Revista Filosófica, pág. 6, vol. 7, núm. 40, abril de 1904, págs. 317–329)
- The Ether and moving Matter|The Ether and moving Matter (Congreso de artes y ciencias, exposición universal, St. Louis 1904, (1906), vol. 4, págs. 105-117)
- Negative Results of Second and Third Order Tests of the Aether Drift|The Negative Results of Second and Third Order Tests of the "Aether Drift," and Possible First Order Methods (Revista Filosófica (1905), vol. 10, págs. 71–80)
- La "Deriva" del Éter y la Polarización Rotatoria. (Phil. Mag., Londres, (Ser. 6), 10, 1905, págs. 383–396)
- Una repetición del experimento de Fizeau sobre el cambio producido por el movimiento de la Tierra en la rotación de un rayo refractado (Phil. Mag., Londres, (Ser. 6), 10, 1905, págs. 591–599)